# Ewa Sawicka-Sienkiewicz
Ewa Janina Sawicka-Sienkiewicz (ur. 1942) – polska genetyczka i agronomka, profesor nauk rolniczych.

## Życiorys
W 1967 ukończyła studia biologiczne na Uniwersytecie Warszawskim. W 1976 obroniła pracę doktorską w Instytucie Ziemniaka. 28 listopada 1994 habilitowała się w Szkole Głównej Gospodarstwa Wiejskiego w Warszawie na podstawie pracy zatytułowanej Indukowane metacje u łubinu andyjskiego (Lupinus mutabilis Sweet). 9 grudnia 2002 nadano jej tytuł profesora w zakresie nauk rolniczych.  
Pracowała w Katedrze Genetyki, Hodowli Roślin i Nasiennictwa na Wydziale Przyrodniczym i Technologicznym Uniwersytetu Przyrodniczego we Wrocławiu, w Ogrodzie Botanicznym na Wydziale Nauk Przyrodniczych Uniwersytetu Wrocławskiego, oraz w Ogrodzie Botanicznym – Centrum Zachowania Różnorodności Biologicznej PAN. 
Piastuje stanowisko członka komisji rewizyjnej na Oddziale Wrocławskim Polskiego Towarzystwa Genetycznego.
Była prezesem Polskiego Towarzystwa Łubinowego.